# El Tepehuaje, Morelos
El Tepehuaje är en ort i Mexiko.   Den ligger i kommunen Tepalcingo och delstaten Morelos, i den sydöstra delen av landet, 100 km söder om huvudstaden Mexico City. El Tepehuaje ligger 1 239 meter över havet och antalet invånare är 136.
Terrängen runt El Tepehuaje är kuperad. Runt El Tepehuaje är det ganska tätbefolkat, med 129 invånare per kvadratkilometer. Närmaste större samhälle är Tepalcingo, 14,7 km öster om El Tepehuaje. I omgivningarna runt El Tepehuaje växer huvudsakligen savannskog.